# Filt Jensen
Filt Jensen (18. februar 1926 – 30. september 2012) var en dansk minkavler og politiker.
Filt Jensen fik sit navn efter en morfader, som altid bar filthat. Han blev uddannet agronom fra Den Kongelige Veterinær og Landbohøjskole i 1949 og vendte derefter tilbage til Gråsten Landbrugsskole, hvor han tidligere havde været elev. Jensen blev lærer på sin gamle skole og avancerede til forstander, hvilket han var fra 1973 til 1987, dog afbrudt af en årrække som konsulent i Landboforeningen for Als og Sundeved samt bygningskonsulent for landboorganisationerne i Sønderjylland.
Noget usædvanligt gik han først efter sin pensionering ind i politik. Aabenraakredsens Venstre opstillede den vellidte skolemand, og i 1990 blev han valgt til Folketinget, hvor han sad i fire år og bl.a. var sit partis miljøordfører. Efter sit korte politiske liv fokuserede han på minkopdræt.
Filt Jensen bestred også række andre tillidsposter – bl.a. som formand for aktionærrådet for Unibank og som næstformand i Grænseforeningen i Sønderborg samt i bestyrelserne for Landboforeningens Seniorklub for Als og Sundeved, Forhenværende Folketingsmedlemmers Forening og Rønshoved Højskole. 
Han var gift med Kirsten Filt Jensen.
Han døde i 2012 og blev begravet fra Gråsten Slotskirke den 6. oktober.